# Millennium Centre
Le Millennium Centre est un gratte-ciel résidentiel de la ville de Chicago, dans l'État de l'Illinois aux États-Unis. Situé au 33 West Ontario Street dans le secteur de Near North Side, juste au nord du secteur financier du Loop, le bâtiment mesure 186 mètres de haut pour 59 étages.
Le Millennium Centre est doté d'une flèche éclairée de 3 mètres (10 pieds), qui est incluse dans la hauteur structurelle du bâtiment.

## Description
Le bâtiment culmine à une hauteur de 186 mètres (610 pieds) et se compose de 59 étages. Situé dans le secteur de Near North Side, les travaux ont commencé en 2001 et ont été achevés en 2003.
Le cabinet d'architectes qui a conçu le bâtiment est Solomon Cordwell Buenz & Associates.
Le Millennium Center a notamment vendu plus de 95 % de ses 350 unités résidentielles en septembre 2000, seulement deux jours après que le promoteur a publié des informations sur la structure proposée; Cela s'est produit avant même que le bâtiment n'ait été approuvé pour la construction par la ville de Chicago. Les concepteurs du bâtiment ont inclut un parc au niveau du 14e étage.